# Pavel Eljanov
Pavel Eljanov (né le 10 mai 1983 à Kharkiv en Ukraine) est un grand maître ukrainien du jeu d'échecs qui a remporté deux olympiades avec l'Ukraine (en 2004 et 2010) et trois coupes d'Europe des clubs (2009, 2010 et 2016).
Au 1er octobre 2016, il est le 21e joueur mondial, et le no 1 ukrainien, avec un classement Elo de 2 741 points. Son record est de 2 765 points en mars 2016.

## Biographie et carrière

### Tournois individuels
Son père, Vladimir Eljanov (en) (1951-2013) est un ingénieur en véhicules électriques, maître international et un entraîneur connu à Kharkiv, auteur de livres sur les échecs. Pavel Eljanov remporte en 2000 le tournoi open A du mémorial Rubinstein avec 8 points sur 10.
En 2004, il finit 1er-4e de l'open de Genève, 1er-3e de l'open Neckar à Deizisau en Allemagne et deuxième ex æquo à l'open de Dubaï (où participait le jeune Carlsen) puis rentre dans le Top 100 mondial en juillet 2004. La même année, il participe à l'Olympiade d'échecs de 2004, où il marque 6 points sur 8 et remporte la médaille d'or par équipe. 
En 2005 et 2006, il finit à un demi point des vainqueurs de l'Open Aeroflot à Moscou. En 2005, il remporte le deuxième tournoi open ACT d'Amsterdam avec 7 points sur 9 et finit 3e-9e du championnat d'Europe individuel (sixième au départage) ce qui le qualifie pour la Coupe du monde d'échecs 2005.
Il remporte en 2006 tournoi de Montréal (catégorie XV).
Eljanov a remporté le tournoi Corus B en 2007 avec un score de 9/13, le tournoi de Sarajevo en 2009 et le très fort tournoi d'Astrakhan (dernier tournoi du Grand Prix FIDE 2008-2010) en 2010. La même année, il remporte la Coupe Politiken à Copenhague avec 8,5 points sur 10.
Il finit 1er-3e de l'Open Aeroflot en 2012 (victoire de Bartel au départage). 
Il remporte le tournoi d'échecs de Poïkovski et le mémorial Tchigorine en 2013.
En 2014, il remporte le tournoi B du mémorial Gashimov. Il finit deuxième-troisième du mémorial Capablanca en 2015.
En 2016, il remporte l'open de l'île de Man au départage devant Fabiano Caruana avec 7,5 points sur 9 (+6, =3).

### Résultats aux coupes du monde
| Année | Lieu            | Résultat       | Ultime adversaire   | Adversaires battus                                                                         |
| ----- | --------------- | -------------- | ------------------- | ------------------------------------------------------------------------------------------ |
| 2005  | Khanty-Mansiïsk | deuxième tour  | Mikhaïl Gourevitch  | Sergey Kudrin                                                                              |
| 2007  | Khanty-Mansiïsk | premier tour   | Enamul Hossain      |                                                                                            |
| 2009  | Khanty-Mansiïsk | troisième tour | Vladimir Malakhov   | Mohamad Al Sayed, Ernesto Inarkiev                                                         |
| 2011  | Khanty-Mansiïsk | premier tour   | Yaroslav Jereboukh  |                                                                                            |
| 2013  | Tromsø          | troisième tour | Sergueï Kariakine   | Sabino Brunello, Dmitri Iakovenko                                                          |
| 2015  | Bakou           | demi-finaliste | Sergueï Kariakine   | Rinat Jumabaev, Alexander Ipatov, Aleksandr Grichtchouk, Dmitri Iakovenko, Hikaru Nakamura |
| 2017  | Tbilissi        | premier tour   | Aleksandr Lenderman |                                                                                            |

### Olympiades
Il participe aux olympiades d'échecs sous les couleurs ukrainiennes :
- à Calvià en 2004 (+4 =4, septième place au 1er échiquier de réserve), l'Ukraine ayant par ailleurs remporté cette Olympiade ;
- à Turin en 2006 au 4e échiquier (+3 =5 -1) ;
- à Dresde en 2008 au 3e échiquier (+2 =4 -2) ;
- à Khanty-Mansiysk en 2010 au 3e échiquier (+5 =4 -1), avec une nouvelle victoire pour l'équipe et une médaille d'argent individuelle ;
- en 2012, médaille d'argent par équipe.

En 2014 il participe à l'Olympiade d'échecs de 2014 à Tromsø dans l'équipe représentant l'Ukraine qui termine sixième. Il y gagne la médaille de bronze du troisième échiquier.
En 2016, à Bakou, il marque 5 points sur 9 au premier échiquier de l'Ukraine qui remporte la médaille d'argent par équipe. En 2018, à Batoumi, il ne marque que 3,5 points sur 9 au deuxième échiquier et l'Ukraine termine dixième de la compétition.